# 羅偉志
羅偉志（Law Wai Chi，1965年12月24日—），花名黑仔志，是香港一名已退役足球運動員，司職右翼，曾經多次入選香港足球代表隊，其兄羅灶石與姪兒羅振邦亦是甲組球員。

## 球員生涯
羅偉志的兄長羅灶石是香港甲組足球聯賽老牌球會南華的名宿，他亦因而獲得加入南華青年軍，1986年開始獲提升上甲組，不久便成為球隊主力右翼，為球隊贏過不少錦標。
直至1995-96年度球季，才離開母會轉投「青春班」東方，翌季轉會加盟好易通，1997年夏天再投效星島，與其姪兒羅振邦成為隊友。
羅偉志雖然曾經多次入選香港足球代表隊，參加過省港盃、北京亞運會足球賽等賽事，但其後由於同一位置面對1990年代香港最佳右翼李健和競爭，故此其上陣次數並不太多。
羅偉志退役後曾執教過青年隊及從事保險業，近年於車路士足球學校(香港)任教。